# Bijača
Bijača je naseljeno mjesto u sastavu grada Ljubuškoga, Federacija BiH. Nalazi se neposredno uz autocestu A1.

## Stanovništvo

### 1991.
Nacionalni sastav stanovništva 1991. godine, bio je sljedeći:
ukupno: 105
- Hrvati - 99
- ostali, neopredijeljeni i nepoznato - 6

### 2013.
Nacionalni sastav stanovništva 2013. godine, bio je sljedeći:
ukupno: 175
- Hrvati - 171
- Bošnjaci - 4

## Znamenitosti

### Nekropola Dilić
Neposredno uz cestu Ljubuški - Vid, pored Bijače nalazi lokalitet nadgrobnih spomenika (naziva Dilić) koji su datirani u 14. i 15. stoljeće. Danas je sačuvanih 34 spomenika: 19 škrinja, 14 ploča te 1 sljemenjak, a od ukupnog broja, 17 ih je ukrašeno.
Povjerenstvo za očuvanje nacionalnih spomenika lokalitet je 26. listopada 2010. proglasilo nacionalnim spomenikom Bosne i Hercegovine., te uvrstilo na popis ugroženih spomenika BiH.
Lokalitet je pod pokroviteljstvom Ogranka Matice hrvatske Ljubuški 2010. obilježen i osiguran mu je prilaz cesti, te je tiskan prigodni vodič. Čišćenje, uređenje, restauracija i konzervacija grobišta napravljena je 2013. Uvršten je na popis 30 UNESCO-ovih zaštićenih lokaliteta grobalja sa stećcima u Bosni i Hercegovini, Hrvatskoj, Crnoj Gori i Srbiji.

### Nekropola Dražnica
Na lokalitetu Dražnica, uz veliki tumul nalazi se nekropola s 19 dobro obrađenih stećaka (18 sanduka i 1 sljemenjak) te ponešto amorfnih primjeraka. Ukrašena su dva sanduka motivima križa i polumjeseca. Nekropola je orijentirana u pravcu zapad-istok.

### Ostalo
- Manja nekropola od tri stećka u obliku sanduka nalazi se na lokalitetu Tomića ograda ispod brda Trnovac. Relativno su dobre obrade, a gornja ploha na dva spomenika ukrašena je motivima ljudske figure s mačem preko kojega je štit s motivom mladog mjeseca.[8]

- Prapovijesni tumul Rotna gomila nalazi se u blizini zaseoka Galići. Promjera je 30 metara, visine 4 metra, a datirana je u brončano doba.[9]

- U Bijači je pronađeno 74 primjerka rimskoga novca, od kojih je 69 sestercija i 5 dupondija. Najmlađi novac je iz emisije Septimija Severa pa se pohranjivanje novca smješta na kraj II. stoljeća.[10]

## Poznate osobe
- Jure Galić Veliki, hrvatski narodni heroj, dužnosnik radničkog pokreta
- Jure Galić, hrvatski književnik
- Srećko Galić, akademski kipar
- Vinko Galić, akademski kipar